# Недум Чералатан
Недум Чералатан — правитель держави Чера, у стародавній Південній Індії. Був одним з найвідоміших та найвидатніших правителів тієї епохи. Правив близько 58 років спочатку як коронний принц, а потім — як абсолютний правитель.
Вів боротьбу з правителем Чола, загинувши в одній із битв.